# Frederick George Keyes
Frederick George Keyes (24 de junho de 1885 – 14 de abril de 1976) foi um físico-químico estadunidense.

Keys foi notável por inventar um método para esterilizar o leite usando raios ultra violeta, tendo descoberto que estes raio matam germes.
De acordo com a National Academies Press, Keys foi também notável por "avanços em termodinâmica, equações de estado de gases e propriedades termodinâmicas de, em particular, água líquida e vapor".
Keyes foi chefe do Departamento de Química do Instituto de Tecnologia de Massachusetts e membro da Academia Nacional de Ciências dos Estados Unidos.